# Never Say Never: The Remixes
Never Say Never: The Remixes (укр. Ніколи не кажи ніколи: Ремікси) — другий реміксовий альбом канадського співака Джастіна Бібера. Вийшов 14 лютого 2011 року, супроводжуючи вихід першого фільму Бібера Джастін Бібер: Ніколи не кажи ніколи (2011). До альбому здебільшого увійшли ремікси пісень з першого студійного альбому Бібера — My World 2.0 (2010), за участі Джейдена Сміта, Rascal Flatts, Ашера, Кріса Брауна, Каньє Веста, Raekwon та Майлі Сайрус. Окрім цього, до альбому також ввійшла абсолютно нова композиція. Пісня «Never Say Never» за участі Джейдена Сміта, спочатку вона вийшла як саундтрек до фільму Малюк-каратист (2010), ввійшла до треклиста та була перевидана як провідний сингл альбому 25 січня 2011 року.
Альбом посів першу сходинку чарту Billboard 200 у Сполучених Штатах і був сертифікований як платиновий Американською асоціацією компаній звукозапису (RIAA), ставши другим альбомом Бібера, що очолив американський чарт і другим альбомом, що став платиновим у країні.

## Створення
У грудні 2010 року Бібер заявив, що співпрацює з американським кантрі-гуртом Rascal Flatts, імовірно, для свого другого студійного альбому. В інтерв'ю радіостанції WSIX, лідер гурту Гері Левокс сказав: «[Джастін] попросив нас зробити дует для його наступного запису. Це насправді хороша пісня! Малюк справді талановитий. Він дуже добре грає на п'яти-шести різних інструментах.» Бібер також підтвердив співпрацю у Твіттері. Також у Твіттері американський R&B-співак Кріс Браун та Бібер повідоили, що вони також спільно працюють над новою музикою.
У січні 2011 року ходили чутки, що Бібер планує випустити альбом, до випуску його 3D-біографічного концертного фільму Джастін Бібер: Ніколи не кажи ніколи. 6 січня 2011 року менеджер Бібера Скутер Браун провів прямий ефір із шанувальниками, заявивши, що нової музики від співака слід очікувати до Дня Святого Валентина. Відразу після здобуття Золотого глобуса за пісню «You Haven't Seen the Last of Me» з фільму Бурлеск, 18 січня 2011 року, автор пісень Діян Воррен підтвердила, що вона щойно закінчила роботу над пісню «Born To Be Somebody», що ввійде до альбому на підтримку нового фільму Бібера. Воррен сказала: «Це гарна пісня. Це велика різниця у віці між Шер та Джастіном — цілих 40 років!» Крім того, автор-виконавець Естер Дін підтвердила, що працювала над проєктом для фільму Бібера.

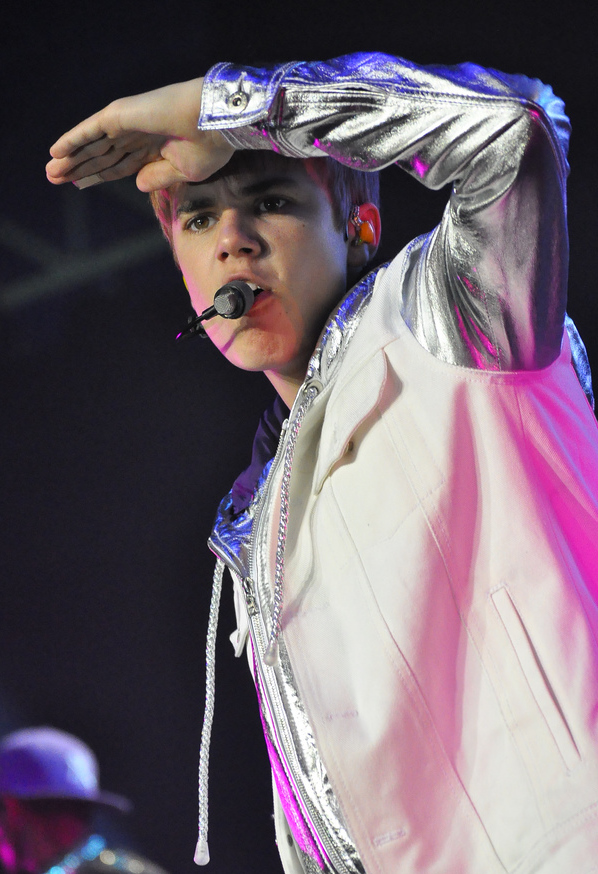
Бібер виступає у Манілі, Філіппіни під час My World Tour 10 травня 2011 року.

31 січня 2011 року було офіційно оголошено, що альбом вийде 14 лютого 2011 року, за тиждень до прем'єри фільму. До альбому увійшла раніше оприлюднена пісня за участі Джейдена Сміта «Never Say Never», що стала саундтреком до фільму Малюк-каратист, а також ремікс свого синглу «Somebody to Love», за участі Ашера, наставника Бібера. До альбому також ввійде ремікс пісні Бібера «Runaway Love» (яка до прем'єри потрапила до мережі) за участі Каньє Веста та Raekwon, учасника гурту Wu-Tang Clan та спродюсований Каньє Вестом. Нові записи Rascal Flatts та Кріса Баруна ввійшли як нові частини треків «That Should Me Me» та «Up» відповідно. Як окремий трек ввійшла концертна версія пісні Бібера «Overboard», яку він виконав разом із попспівачкою Майлі Сайрус, під час його концертного туру My World Tour в Медісон-сквер-гарден. Написана Діян Воррен пісня «Born to Be Somebody» — це раніше невидана композиція в альбомі, в якій говориться про те, що ти народився тим, ким ти хочеш бути; щоб «освітити небо, немов блискавка»; бути кимось.

## Відгуки критиків
Маргарет Вапплер із Лос-Анджелес Таймс зробила позитивний огляд альбому, давши йому три з чотирьох зірок, зауваживши, що «найбільш кмітливою якістю» збірки є те «скільки аспектів поп-спектра він успішно лоскоче, при цьому ніколи не погіршуючи чистоту ентузіазму Бібера, як мультяшного, так і справжнього.» Вапплер також висловила задоволення від того, наскільки це мультидемографічна робота, до якої увійшли як співпраці підлітковими Дженденом Смітом та Майлі Сайрус, та Каньє Вестом та Raekwon «забезпечуючи імідж у компанії крутих дітьми», маючи при цьому «невинність, щоб нейтралізувати будь-які сексуальні звинувачення».
Сабріна Коньята з радіо WNOW-FM дала позитивний відгук про альбом, сказавши, що альбом «узаконює мрію підлітків», написавши: «Альбом може мати лише сім треків, але те, що йому бракує за розміром, він компенсує за допомогою панаше.» Коньята оцінила поєднання пісень у альбомі, заявивши, що «альбом насправді має щось для кожного, а не лише для біліберів.» Вона високо оцінила ремікс Каньє Веста, зазначивши «Джастін Бібер точно не відомий тим, що він „жорсткий“, тому поєднання між дійсно гострими хіп-хоп-артистами, реміксованими його жувально-гумковою подачею, представляє цікаве звукове плавання, яке подобається багатьом, а не лише його основній аудиторії.»

## Комерційна успішність
Альбом дебютував на першій сходинці чарту Billboard 200 у США, з продажами у 179.000 примірників за перший тиждень. Він дозволив Біберу опинитися на вершині чарту, після дебюту із його першим студійним альбомом My World 2.0 (вийшов 23 березня 2010 року). Це також вчетверте поспіль робота Бібера потрапила до першої десятки чарту, після My World 2.0, My World (2009) та My Worlds Acoustic, які досягли відповідно 5 та 7 позиції. Всі чотири альбоми Бібера увійшли до топ-40 чарту Billboard у тиждень прем'єри альбому Never Say Never — The Remixes, завдяки чому Бібер став першим виконавцем після американського кантрі-співака Гарта Брукса, коли у січні 1993 року його чотири альбоми одночасно увійшли до чарту Billboard. Аналогічно, альбом був першим реміксовим альбомом в чарті за майже десятиліття, після альбому Дженніфер Лопес J to tha L–O! The Remixes, який пробув у чарті два тижні у лютому 2002 року. На другому тижні альбом опустився до другої сходинки чарту, з продажами у 102.000 примірників. Того ж тижня My World 2.0 піднявся з 8 до 5 позиції, зробивши Бібера перший артистом, два альбоми якого перебували одночасно у першій п'ятірці чарту, після того як раніше це вдалося йому самому у квітні 2010 року. Станом на липень 2011 року продажі альбому у США становили 676.000 примірників.

## Треклист
| #  | Назва                                                                  | Автор | Продюсер(и)                                              | Тривалість |
| -- | ---------------------------------------------------------------------- | --- | -------------------------------------------------------- | ---------- |
| 1. | «Never Say Never» (за участі Джейдена Сміта)                           | Адам Мессінгер [en] Насрі Атве [en] Джастін Бібер Таддіс Гаррелл [en] Джейден Сміт Омарр Рамбер | The Messengers [en] Таддіс Гаррелл [en] (вок.)           | 3:47       |
| 2. | «That Should Be Me» (за участі Rascal Flatts)                          | Атве Мессінгер Люк Бойд [en] Бібер | The Messengers Гаррелл (вок.)                            | 3:50       |
| 3. | «Somebody to Love (Ремікс)» (за участі Ашера)                          | Джонатан Іп [en] Джеремі Рівз [en] Рей Ромулус [en] Гізер Брайт [en] | Stereotypes [en] Гаррелл (вок.)                          | 3:40       |
| 4. | «Up» (за участі Кріса Брауна)                                          | Атве Мессінгер Бібер | The Messengers Гаррелл (вок.)                            | 3:55       |
| 5. | «Overboard» (Наживо) (за участі Майлі Сайрус)                          | Вейнн Ньюджент [en] Кевін Рісто [en] Дапо Торіміро [en] Торіан Шропшир [en] Бібер | Dirty Swift [en] Брюс Вейнн [en] Торіміро Гаррелл (вок.) | 5:07       |
| 6. | «Runaway Love (Ремікс Каньє Веста)» (за участі Каньє Веста та Raekwon) | Мелвін Гаф II Рівеліно Вутер Тімоті Томас [en] Терон Томас [en] Бібер Далвін Деграт Дональд Деграт [en] Денніс Коулс Роберт Діґґз Гері Гріс Ламонт Гокінс Айзек Гейз Джейсон Гантер Рассел Джонс Девід Портер [en] Кліффорд Сміт Корі Вудс Рейкем Принц | Mel & Mus Вест Майк Дін Гаррелл (вок.)                   | 4:47       |
| 7. | «Born to Be Somebody»                                                  | Діян Воррен | Ян Сміт [en] Брендон «Blue» Гамільтон Гаррелл (вок.)     | 3:01       |

| Європейський бонусний трек | Європейський бонусний трек             | Європейський бонусний трек            | Європейський бонусний трек | Європейський бонусний трек |
| #                          | Назва                                  | Автор                                 | Продюсер(и)                | Тривалість                 |
| -------------------------- | -------------------------------------- | ------------------------------------- | -------------------------- | -------------------------- |
| 2.                         | «Stuck in The Moment» (за участі Tyga) | Іп Рівз Ромулус Дан Август Ріго Бібер | Stereotypes Гаррелл (вок.) | 4:33                       |

| Японські бонусні треки | Японські бонусні треки                 | Японські бонусні треки                                                               | Японські бонусні треки                  | Японські бонусні треки |
| #                      | Назва                                  | Автор                                                                                | Продюсер(и)                             | Тривалість             |
| ---------------------- | -------------------------------------- | ------------------------------------------------------------------------------------ | --------------------------------------- | ---------------------- |
| 8.                     | «Stuck in The Moment» (за участі Tyga) | Іп Рівз Ромулус Ріго Бібер                                                           | Stereotypes Гаррелл (вок.)              | 4:33                   |
| 9.                     | «One Time (Ремікс J-Stax)»             | Крістофер "Трікі" Стюарт [en] Джеймс Бантон [en] Коррон Коул [en] Thabiso Nkhereanye | The Movement [en] Стюарт Гаррелл (вок.) | 6:46                   |

Примітка
- «Runaway Love» містить інтерполяції пісень Wu-Tang Clan «Wu-Tang Clan Ain't Nuthing ta Fuck Wit» (1993) та Jodeci[en] «Freek'n You (Remix)» (1995).

## Чарти
| Чарти (2011)                      | Найвища позиція |
| --------------------------------- | --------------- |
| Австралія Australian Albums Chart | 16              |
| Канада Canadian Albums Chart      | 1               |
| Франція French Albums Chart       | 71              |
| Німеччина German Albums Chart     | 72              |
| Італія Italian Albums Chart       | 20              |
| Мексика Mexican Albums Chart      | 8               |
| Шотландія Scottish Albums Chart   | 20              |
| Велика Британія UK Albums Chart   | 17              |
| США Billboard 200                 | 1               |

| Чарти (2011)                      | Позиція |
| --------------------------------- | ------- |
| Австралія Australian Albums Chart | 96      |
| Канада Canadian Albums Chart      | 33      |
| США Billboard 200                 | 28      |

## Сертифікації та продажі
| Регіон                                                                                          | Сертифікація | Продажі    |
| ----------------------------------------------------------------------------------------------- | ------------ | ---------- |
| Бразилія (ABPD)                                                                                 | Платиновий   | 40 000*    |
| США (RIAA)                                                                                      | Платиновий   | 1 000 000^ |
| *продажі, що базуються лише на сертифікаціях ^відвантаження, що базуються лише на сертифікаціях |              |            |